# 萝斯·法诺特迪克
萝斯·法诺特迪克（荷蘭語：Roos Vanotterdijk，2005年1月7日—），比利时女子游泳运动员，2024年欧洲锦标赛女子100米蝶泳金牌得主、女子50米蝶泳银牌得主和女子100米仰泳铜牌得主、2025年世界锦标赛女子100米蝶泳银牌得主和女子50米蝶泳铜牌得主。